# Steven Grayhm
Steven Grayhm est un acteur, réalisateur, scénariste et producteur canadien né le 14 janvier 1981 à London, Ontario (Canada).

## Filmographie

### Cinéma
- 2000 : Lakeboat : Fred à 18 ans
- 2002 : Tribe of Joseph : Jonathon
- 2002 : Vodka, Winter and the Cry of Violin : Zygmunt
- 2004 : FBI : Fausses blondes infiltrées (White Chicks) : un fêtard (Russ)
- 2013 : House of dust : Kolt

### Télévision
- 2001 : La Robe de mariée (The Wedding Dress, téléfilm) : Hank
- 2002 : Bang bang t'es mort (téléfilm) : Michael
- 2004 : The Five People You Meet in Heaven (téléfilm) : Eddie jeune
- 2007 : L'Insoutenable Vérité (Unthinkable, téléfilm) : Peter McDowell
- 2008 : Voyage au centre de la Terre (Journey to the Center of the Earth, téléfilm) : Abel Brock
- 2010 : The Boy Who Cried Werewolf (téléfilm) : Goran
- 2010 : Péchés de jeunesse (Seven Deadly Sins, téléfilm) : Reed Sawyer
- 2011 : L'Amour face au danger (Crash Site: A Family in Danger, téléfilm) : Matthew
- 2018 : Esprits Criminels (série, saison 13, épisode 10) : Jess Carney

### comme réalisateur
- 2002 : Vodka, Winter and the Cry of Violin

### comme scénariste
- 2002 : Vodka, Winter and the Cry of Violin

### comme producteur
- 2002 : Vodka, Winter and the Cry of Violin